# Terby (cratera)
Terby é uma cratera de impacto no norte de Hellas Planitia, em Marte. A cratera de 174 km de diâmetro está centrada a 28°S, 74.1º E com uma elevação de −5 km. Ela recebeu este nome de François J. Terby. A cratera é o sítio de um antigo leito lacustre e apresenta depósitos de argila.